# INHA
INHA‏ (Inhibin subunit alpha) هوَ بروتين يُشَفر بواسطة جين INHA في الإنسان.